# Astroblepus chimborazoi
Astroblepus chimborazoi är en fiskart som först beskrevs av Fowler, 1915.  Astroblepus chimborazoi ingår i släktet Astroblepus och familjen Astroblepidae. Inga underarter finns listade.